# Marc Llinares
Marc Llinares Barragán (ur. 26 sierpnia 1999 w Barcelonie) – hiszpański piłkarz grający na pozycji lewego obrońcy w Śląsku Wrocław.

## Kariera piłkarska

### Statystyki ligowe
| Sezon   | Klub              | Kraj      | Rozgrywki                        | Mecze | Gole |
| ------- | ----------------- | --------- | -------------------------------- | ----- | ---- |
| 2018/19 | RCD Mallorca B    | Hiszpania | Tercera División                 | 16    | 0    |
| 2019/20 | Algeciras CF      | Hiszpania | Segunda División B               | 3     | 0    |
| 2020/21 | Algeciras CF      | Hiszpania | Segunda División B               | 24    | 3    |
| 2021/22 | Albacete Balompié | Hiszpania | Primera División RFEF (II grupa) | 19    | 0    |
| 2022/23 | CA Osasuna B      | Hiszpania | Primera Federación (II grupa)    | 29    | 1    |
| 2023    | Hammarby IF       | Szwecja   | Allsvenskan                      | 11    | 0    |
| 2024    | Hammarby IF       | Szwecja   | Allsvenskan                      | 10    | 1    |
| 2024/25 | Śląsk Wrocław     | Polska    | PKO BP Ekstraklasa               | 15    | 0    |